# Campionats del Món de bàdminton de 2013
Els Campionats del Món de bàdminton de 2013 van representar la XXa edició dels Campionats del Món de bàdminton, celebrats entre el 5 i l'11 d'agost de 2013 al Tianhe Sports Center de Guangzhou (Xina).

## Calendari
Les cinc categories es van desenvolupar entre el primer dia de competició i la darrera jornada, moment en què es van disputar les finals.
Totes les hores indiquen l'horari local (UTC+08:00).
| Data               | Hora  | Ronda           |
| ------------------ | ----- | --------------- |
| 5 d'agost de 2013  | 10:00 | 64/             |
| 6 d'agost de 2013  | 13:00 | 64/             |
| 6 d'agost de 2013  | 13:00 | 32/             |
| 7 d'agost de 2013  | 10:00 | 32/             |
| 8 d'agost de 2013  | 13:00 | 16/             |
| 9 d'agost de 2013  | 12:00 | Quarts de final |
| 9 d'agost de 2013  | 18:00 | Quarts de final |
| 10 d'agost de 2013 | 12:00 | Semifinals      |
| 10 d'agost de 2013 | 18:00 | Semifinals      |
| 11 d'agost de 2013 | 13:00 | Finals          |

## Medallistes
| Prova              | Or                                        | Plata                                     | Bronze                                             |
| Individual masculí | Lin Dan (CHN)                             | Lee Chong Wei (MAS)                       | Du Pengyu (CHN)                                    |
| Individual masculí | Lin Dan (CHN)                             | Lee Chong Wei (MAS)                       | Nguyễn Tiến Minh (VIE)                             |
| Individual femení  | Ratchanok Intanon (THA)                   | Li Xuerui (CHN)                           | Bae Youn Joo (KOR)                                 |
| Individual femení  | Ratchanok Intanon (THA)                   | Li Xuerui (CHN)                           | P. V. Sindhu (IND)                                 |
| Dobles masculí     | IndonèsiaHendra Setiawan · Mohammad Ahsan | Dinamarca\|Mathias Boe · Carsten Mogensen | R.P. de la XinaCai Yun · Fu Haifeng                |
| Dobles masculí     | IndonèsiaHendra Setiawan · Mohammad Ahsan | Dinamarca\|Mathias Boe · Carsten Mogensen | Corea del SudKim Ki-jung · Kim Sa-rang             |
| Dobles femení      | R.P. de la Xina\|Wang Xiaoli · Yu Yang    | Corea del SudEom Hye-won · Jang Ye-na     | DinamarcaChristinna Pedersen · Kamilla Rytter Juhl |
| Dobles femení      | R.P. de la Xina\|Wang Xiaoli · Yu Yang    | Corea del SudEom Hye-won · Jang Ye-na     | R.P. de la XinaTian Qing · Zhao Yunlei             |
| Dobles mixtes      | IndonèsiaTontowi Ahmad · Lilyana Natsir   | R.P. de la XinaXu Chen · Ma Jin           | Corea del SudShin Baek-cheol · Eom Hye-won         |
| Dobles mixtes      | IndonèsiaTontowi Ahmad · Lilyana Natsir   | R.P. de la XinaXu Chen · Ma Jin           | R.P. de la XinaZhang Nan · Zhao Yunlei             |

## Medaller
| Posició | País            | Or | Plata | Bronze | Total |
| 1       | R.P. de la Xina | 2  | 2     | 4      | 8     |
| 2       | Indonèsia       | 2  | 0     | 0      | 2     |
| 3       | Tailàndia       | 1  | 0     | 0      | 1     |
| 4       | Corea del Sud   | 0  | 1     | 3      | 4     |
| 5       | Dinamarca       | 0  | 1     | 1      | 2     |
| 6       | Malàisia        | 0  | 1     | 0      | 1     |
| 7       | Índia           | 0  | 0     | 1      | 1     |
| 7       | Vietnam         | 0  | 0     | 1      | 1     |
| Total   | Total           | 5  | 5     | 10     | 20    |

## Països participants
Als Campionats hi van participar 345 jugadors, representant 49 països. El nombre entre parèntesis indica els jugadors que van representar cada país.
| - Austràlia (2) - Àustria (2) - Belarús (1) - Bèlgica (5) - Bulgària (4) - Canadà (3) - R.P. de la Xina (26) - Xina Taipei (17) - Croàcia (2) - Cuba (1) - Txèquia (5) - Dinamarca (17) - Egipte (2) - Anglaterra (12) - Estònia (1) - Finlàndia (2) - França (5) | - Alemanya (14) - Hong Kong (13) - Índia (14) - Indonèsia (28) - Irlanda (3) - Israel (1) - Japó (19) - Corea del Sud (18) - Lituània (1) - Malàisia (25) - Maurici (1) - Mèxic (3) - Països Baixos (6) - Nova Zelanda (8) - Noruega (2) - Filipines (4) | - Polònia (6) - Rússia (14) - Escòcia (6) - Singapur (6) - Eslovàquia (1) - Eslovènia (2) - Espanya (3) - Sri Lanka (1) - Suècia (3) - Suïssa (3) - Tailàndia (14) - Estats Units (8) - Uganda (1) - Ucraïna (7) - Vietnam (1) - Gal·les (2) |